# Biffarius arenosus
Biffarius arenosus is een tienpotigensoort uit de familie van de Callianassidae. De wetenschappelijke naam van de soort is voor het eerst geldig gepubliceerd in 1975 door Poore.